# Чемериця зеленоцвіта
Чемериця зеленоцвіта, Чемери́ця Лобеля (Veratrum lobelianum Bernh.) — отруйна травяниста рослина родини лілійні. Названа на честь фламандського ботаніка Матіаса Лобеля. Місцеві назви — чемірник, чимір, чемера тощо. Може також використовуватися як лікарська рослина.

## Морфологічна характеристика
Трав'яниста багаторічна рослина родини лілійних (15-160 см заввишки) з потовщеним кореневищем і товстим, круглим стеблом. Листки чергові, численні, нижні округло-овальні (8 — 12 см завдовжки, 5—7 см завширшки) з короткими піхвами, верхні — поступово звужуються до яйцеподібноланцетних, з довгими піхвами. Всі листки складчасті, зісподу опушені, з дугоподібним жилкуванням. Квітки зібрані у верхівкову пірамідальну волоть з колоскових китиць. Квітконіжки і квітконоси опушені. Приквітки яйцеподібні або округло-яйцеподібні, довші за квітконіжки. Квітки (до 2,5 см у діаметрі) правильні, вільнопелюсткові, шестичленні з простою віночкоподібною оцвітиною. Квітки двостатеві, інколи одностатеві, жовтуваті або білуваті. Тичинок шість, маточка одна, зав'язь верхня. Плід — яйцеподібна коробочка (до 2,5 см завдовжки), до середини трироздільна.

## Екологічна приуроченість
Чемериця Лобеля росте в листяних і мішаних лісах, на сирих луках, по окраїнах вільхових боліт. Тіньовитривала рослина. Цвіте в червні — липні.

## Поширення
Північнопалеарктичний вид. Поширена в лісовій та лісостеповій зонах європейської частини (крім північно-західних районів), у горах Кавказу, Східного Казахстану та Північно-Східного Киргизстану, Західному Сибіру, а також Південно-Східному Сибіру, включно із Забайкаллям.
Поширена майже по всій Україні, крім крайнього Степу. Заготівля можлива у Волинській, Житомирській, Київській, Львівській, Рівненській, Сумській, Тернопільській, Харківській областях і в Карпатах. Запаси сировини значні.

## Близький вид
Чемериця чорна (V. nigrum L.) Відрізняється від попереднього виду темно-червоною оцвітиною, листочки якої дорівнюють квітконіжкам. Росте в тих же умовах, що і чемериця Лобеля.

## Практичне використання
Лікарська, отруйна, інсектицидна рослина.
У науковій медицині використовують висушені кореневища з коренями — Rhizoma cum radicibus Veratri при неврологічних і ревматичних болях.
У народній медицині корені та кореневища використовують при екземі, внутрішньо — як жарознижувальний засіб, при запаленні легень, ревматизмі, тифі.
У ветеринарії досить часто застосовують настій чемериці як протипаразитний засіб (від вошей, ґедзів); як засіб, що поліпшує травлення (для посилення ремиґання у великої рогатої худоби), як блювотний засіб для свиней і собак; при гіподерматозі рогатої худоби. Екстракт коренів має протикоростяну дію. Чемерицею отруюються навесні коні, велика рогата худоба, вівці.
Чемериця — дуже отруйна рослина, її корені містять п'ять-шість алкалоїдів, з яких найотруйніший протовератрин, що здатний пригнічувати центральну нервову систему, шкідливо діє на шлунково-кишковий тракт і серцево-судинну систему.
Інсектицидна і ратицидна дія коренів чемериці була відома ще за часів Римської імперії. З цією метою використовували настої кореневищ з коренями, або водні відвари. Обприскуванням знищують гнізда плодової молі, кільчастого шовкопряда, псевдогусінь вишневого слизистого пильщика, попелиці, капустяного білана тощо.
Настої ефективні не тільки проти личинок, а й проти дорослих комах. Особливо цінна чемериця тим, що її можна використовувати і в період достигання плодів.
Чемериця чорна використовується так само, як і чемериця Лобеля.

## Збирання, переробка та зберігання
Збирають корені восени, рідше навесні, викопуючи їх разом з кореневищами. Товсті кореневища розрізують уздовж, промивають і пров'ялюють на повітрі. Сушать у затінку або на горищах, розстилаючи корені шаром 5—10 см на папері або тканині. Висушену сировину пакують у тюки вагою по 25 або 50 кг. Зберігають у сухих, провітрюваних приміщеннях. Строк зберігання — три роки, зберігають окремо від інших рослин. При обробці
коренів слід дотримуватись обережності, бо її дрібні шматочки викликають запалення слизових оболонок.